# Montanite
La montanite è un minerale.